# Catapoecilma subochrea
Catapoecilma subochrea is een vlinder uit de familie van de Lycaenidae. De wetenschappelijke naam van de soort is voor het eerst geldig gepubliceerd in 1892 door Elwes.

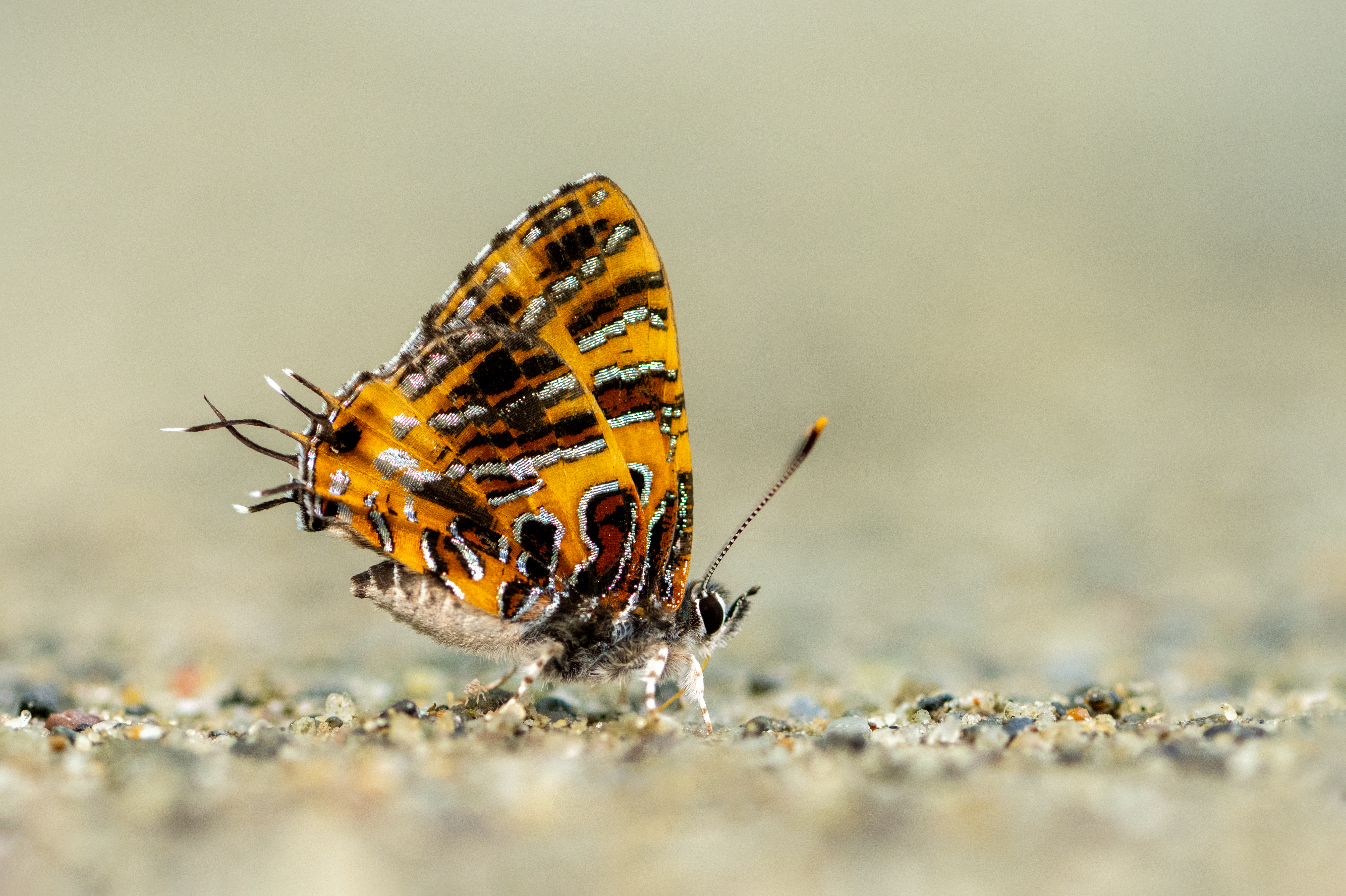
Closewing position of Catapaecilma subochrea Elwes, [1893] - Yellow Tinsel